# São João da Ponta
São João da Ponta est une municipalité brésilienne située dans l'État du Pará.